# Emigráns magyar költők, írók listája
Ez a lista az emigrációban élő, alkotó magyar írókat mutatja betűrendben.
| Ábécé szerinti tartalomjegyzék                                                                           |
| --- |
| A, Á B C Cs D Dz Dzs E, É F G Gy H I, Í J K L Ly M N Ny O, Ó Ö, Ő P Q R S Sz T Ty U, Ú Ü, Ű V W X Y Z Zs |

## A, Á
- Ajtony Árpád (1944–2013) Franciaország
- Albert Pál (polgári nevén Sipos Gyula, 1935–) Franciaország
- András Sándor (1934–) Egyesült Királyság, Amerikai Egyesült Államok

## B
- Baránszky László
- Bakucz József (1929–1990)
- Békessy János lásd: Hans Habe
- Béky Halász Iván
- Borbándi Gyula (1919–2014)
- Edith Bruck (Bruck Edit, 1932–)
- Bujdosó Alpár (1935–2021)

## C
- Charaire Veronika
- Czigány Lóránt (1935–2008) Anglia, Egyesült Államok
- Czigány Magda (Lásd: Salacz Magda)

## Cs
- Cs. Szabó László (1905–1984)
- Csicsery-Rónay István
- Csiky Ágnes Mária

## D
- Dedinszky Erika (1942–)
- Dénes Tibor
- Domahidy András (1920–)

## F
- Faludy György (György Faludy 1910–2006)
- Susan Faludi (Faludi Zsuzsa 1959–)
- Fáy Ferenc (1921–1981)
- Fejtő Ferenc (1909–2008)
- Fenyő Miksa (1877–1972)
- Ferdinandy György (1935–2024)
- Flórián Tibor (1908–1986)
- Forrai Eszter

## G
- Gara László
- Lorand Gaspar (Gáspár Loránd, 1925–2019)
- Gombos Gyula (1913–2000)
- Gömöri György (1934–)
- Görgey Guidó
- Görög László (1903–1997) Amerikai Egyesült Államok

## Gy
- Gyarmati Erzsébet
- Györgyey Klára (1936–2010) Amerikai Egyesült Államok
- Gyukics Gábor (1958–) Hollandia, Amerikai Egyesült Államok

## H
- Hans Habe (Békessy János, 1911–1977)
- Hargitai Péter
- Határ Győző (1914–2006) Anglia
- Halász Péter
- Hanák Tibor (1929–1999)
- Horváth Elemér (1933–2017)
- Ödön von Horváth (Horváth Ödön 1901–1938)

## I, Í
- Ignotus Pál (1901–1978)
- Illyés Elemér

## J
- Juhász László (1933-2009)[1]

## K
- Kabdebó Tamás (1934–2018)
- Kannás Alajos (1926–1999)
- Karátson Endre (1933–)
- Kemenes Géfin László (1937–) Kanada
- Kerényi Károly (1897–1973)
- Keszei István
- Kibédi Varga Áron (1930–2018) Hollandia
- Kiss Ödön (1921–1972) Kanada
- Kollár Béla (1902–1995) Argentína, Amerikai Egyesült Államok
- Kovács Imre (1913–1980), Amerikai Egyesült Államok
- Kristóf Ágota (Agota Kristof) (1935–2011), Svájc
- Kutasi Kovács Lajos

## L
- Ladányi László (1907–1992) író, költő, újságíró, Izrael
- Lesznai Anna (1885-1966) költő, író, grafikus, iparművész Amerikai Egyesült Államok
- Lénárd Sándor(Alexander Lenard, 1910–1972) orvos, költő, író Ausztria, Olaszország, Brazília
- Lökkös Antal

## M
- Major-Zala Lajos
- Makkai Ádám (1935–2020) író, nyelvész
- Mácza János
- Márai Sándor (1900–1989)
- Máté Imre (1934–2012) Németország
- Molnár József (1918–2009)
- Monoszlóy Dezső (1923–2012)
- Terézia Mora (Móra Terézia, 1971–)
- Mózsi Ferenc János (1947–2007)

## N
- Nagy Kázmér
- Nagy Pál (1934–) Franciaország

## Ny
- Nyéki Lajos

## P
- Padányi Gulyás Béla
- Papp Tibor (1936–) író, költő, műfordító
- Peéry Dezső
- Perneczky Géza (1936–) festőművész, író
- Giorgio Pressburger (Pressburger György, 1937–2017)

## R
- Carl Rakosi (Rákosi Károly, 1903–2004)
- Alexander Roda Roda (Rosenfeld Sándor, 1872–1945)
- Rezek Román Sándor (1916–1986) Franciaország, Brazília

## S
- Saáry Éva (1929–2014) Svájc
- Salacz Magda (Czigány Magda) (1935–) Amerikai Egyesült Államok
- Anna Sandor (Sándor Anna)
- Sárközi Mátyás (1937–)
- Sári Gál Imre
- Sárvári Éva (1931–) Kanada
- Siklós István
- Serena Sovari (Sóvári Szeréna 1951–)
- Sulyok Vince (1932-2009)

## Sz
- Szabó Zoltán (1912–1984) Franciaország, Egyesült Királyság
- Edmond Bordeaux Székely (1900–1979)
- Szélpál Árpád (1897–1987) Franciaország
- Szitnyai Zoltán (1893–1978) Ausztria

## T
- Thassy Jenő (1920–2008)
- Thinsz Géza (1934–1990)
- Tollas Tibor (1920–1997) Ausztria, Németország
- Tóth Tibor Albert (1977–) USA
- Tűz Tamás (1916–1992) Kanada

## V
- Vajay Szabolcs (1921–2010)
- Vatai László (1914–1993)
- Christina Viragh (Virágh Krisztina, 1953–)
- Vitéz György (1933–2009)

## W
- Wass Albert (1908–1998)

## Z
- Zend Róbert
- Zilahy Lajos (1891–1974)

## Bibliográfia
- A Magyar irodalom története I-VI. Akadémiai Kiadó, Budapest, 1966. Főszerkesztő: Sőtér István – kiegészítésekkel és még hiányzó adatokkal
- Vándorének – Nyugat-európai és tengerentúli magyar költők Szépirodalmi Könyvkiadó, Budapest, 1981. Válogatta, szerkesztette, az utószót és a jegyzeteket írta: Béládi Miklós
- Nagy Csaba: A magyar emigráns irodalom lexikona; Argumentum–PIM KIK, Bp., 2000